# پیو وار تت
پیو وار تت (انگلیسی: Phyu War Thet؛ زادهٔ ۱۱ مهٔ ۱۹۸۵) ورزشکار دو و میدانی زن در رشته دو استقامت اهل میانمار است که در بازی‌های آسیای جنوب شرقی در مجموع برندهٔ ۱ مدال طلا، ۴ مدال نقره و ۴ مدال برنز شده‌است،.